# Apropo Media
Apropo Media (fostă MediaPro Interactiv) este divizia de internet a grupului media Media Pro. A fost înființată în iulie 2006 sub numele MediaPro Interactiv iar la 10 februarie 2010, și-a schimbat numele în Apropo Media.
Schimbarea denumirii a fost generată de tranzacția din 2009 prin care Media Pro Management a vândut către Central European Media Enterprises atât divizia de divertisment, cât și marca Media PRO.
Dintre proiectele online deținute de MediaPro Interactiv fac parte:
- www.apropo.ro - portal de știri, entertainment și concursuri interactive, videochat-uri cu vedete din lumea muzicală și mondenă și transmisiuni live de la evenimente[4]
- www.showbiz.ro - site de știri și informații despre lumea națională și internațională a divertismentului
- www.go4it.ro - este extensia online a revistei glossy „go4it!”, editată de Publimedia și distribuită lunar împreună cu Ziarul Financiar[5]
- www.promotor.ro
- www.autopro.ro
- www.liga2.ro
- www.sportlaminut.ro Arhivat în 27 aprilie 2018, la Wayback Machine. - primul agregator de știri sportive care reunește principalele surse de informare din România[4]
- www.profesiionline.ro - lansat în iulie 2007, saitul este extensia online a suplimentului Profesii, distribuit împreună cu Ziarul Financiar
- www.descopera.ro - relansat în noiembrie 2007, saitul este un portal de conținut din domeniile travelling, going out, natură, cultură, știință, tehnologie, sporturi extreme, cuprinse într-un concept comun
- www.okidoki.ro Arhivat în 6 iunie 2017, la Wayback Machine. - lansat în noiembrie 2009, este primul motor de căutare autohton care indexează în exclusivitate site-urile de limba română[6]
- www.muvix.ro - lansat în decembrie 2009, saitul oferă vizionarea de filme online contra cost[7][8]
- www.IntreFete.ro - lansat în aprilie 2010, este un sait dedicat publicului feminin, care conține subiecte despre modă, sănătate, carieră și familie[9].
- www.tare.ro - serviciu de videosharing cu conținut profesionist[4]
- www.synkia.ro Arhivat în 30 decembrie 2011, la Wayback Machine. - lansat în decembrie 2008, saitul este un serviciu gratuit care oferă românilor posibilitatea de a-și recupera sau actualiza, în orice moment, datele de pe telefonul mobil și de a le transfera pe două sau mai multe telefoane[10]
- www.sportoquiz.ro Arhivat în 29 ianuarie 2012, la Wayback Machine.
- www.sexgen.ro
- www.seiful.ro
- www.bule.ro - găzduire bloguri

MediaPro Interactiv a fost desemnat WebPublisher-ul anului 2007 în cadrul festivalului Internetics.
Cifra de afaceri:
- 2009: 3 1 milioane euro[11]
- 2008: 3 4 milioane euro[1]
- 2007: 1 6 milioane euro[1]

Venit net:
- 2008: -0 3 milioane euro (pierdere)[1]
- 2007: -0 1 milioane euro (pierdere)[1]